# Emanuel Schäfer
Emanuel Schäfer (ur. 20 kwietnia 1900 lub 1905 w Hulczynie, zm. 4 grudnia 1974) – niemiecki prawnik, oficer gestapo, SS–Oberführer i zbrodniarz wojenny.
Urodził się w Hulczynie (obecne Czechy, wówczas pruska prowincja Śląsk) w 1900 roku. Jego ojciec był właścicielem hotelu. Dorastał w Rybniku. Ukończył studia prawnicze na Uniwersytecie Wrocławskim; doktoryzował się z prawa cywilnego. W czasie I wojny światowej służył w regimencie artylerii polowej. Po wojnie walczył w szeregach Freikorpsów i był członkiem nacjonalistycznej organizacji Stahlhelm. Od 1926 roku był funkcjonariuszem policji w Poczdamie.
Schäfer miał katolickie pochodzenie, w 1928 roku przeszedł na protestantyzm, a w 1936 roku został gottgläubigerem (wyznawcą Gottgläubigkeitu, okultystycznej religii preferowanej przez część elity NSDAP). W 1933 roku wstąpił do SA oraz Sicherheitsdienstu (SD), a w 1936 roku do SS. Członkiem NSDAP został w 1937 roku.
W maju 1934 mianowano go szefem gestapo w Opolu. Jako szef gestapo Schäfer wskazał Heydrichowi lokalizacje odpowiednie do przeprowadzenia prowokacji granicznych w sierpniu 1939 roku. Znając dobrze okolice Górnego Śląska (brał udział w tłumieniu powstań śląskich w latach 1919–1923), zarekomendował m.in. miejscowość Hochlinden.
W sierpniu 1939 roku, w randze SS-Sturmbannführera, objął dowództwo nad Einsatzgruppe II, odpowiedzialną za liczne zbrodnie w pasie operacyjnym Grupy Armii „Południe” – na Śląsku i w Małopolsce. Następnie został szefem gestapo w Kolonii. W kolejnych latach kierował strukturami Sipo i SD w Katowicach.
W 1942 roku został mianowany dowódcą Sipo i SD w Serbii, gdzie pozostał do grudnia 1944 roku. W okresie ofensywy w Ardenach kierował SD w Belgii, a w końcowej fazie wojny pełnił funkcję szefa Sipo i SD w Triestcie.
Po wojnie ukrywał się pod fałszywym nazwiskiem do roku 1951, kiedy został ujęty i skazany przez sąd niemiecki na 21 miesięcy więzienia. W kolejnym procesie w 1953 roku zasądzono mu karę sześciu i pół roku więzienia za zbrodnie wojenne w Serbii – odbył tylko trzy lata.
Zmarł w Kolonii w 1974 roku w wieku 74 lat.